# Тракийска династия
Тракийската династия (Thrakische Dynastie) или Династията на Лъв (House of Leo) е основана от император Лъв I, по рождение тракиец. Тя господства в Източната Римска империя между 457 и 518 г. По време на нейното управление Западната Римска империя се разпада.

## Членове на династията
- Лъв I (457–474)
- Лъв II (474)
- Зенон (474–491)
- Василиск (475–476, геген-император)
- Анастасий I (491–518)

Роднински свързани с династията са още:
- Антемий, западноримски император (467–472)
- Юлий Непот (474–480)
- Маркиан Младши, източноримски узурпатор и претендент за трона (479)
- Лонгин (491–492)
- Хипаций (532).